# Anton Stušek
Anton Stušek, slovenski strojni inženir, 14. januar 1932, Trbovlje, † december 2023.
Med letoma 1949 ter 1952 je bil oblikovalec na inštitutu za vojaško tehnologijo v Beogradu.
V povojnih letih je delal kot konstruktor na področju finomehanike. Služboval je tudi na Inštitutu za ladjedelništvo, ki se je iz Splita preselilo v Zagreb (1959-1973) ter bil višji predavatelj in docent na Fakulteti za strojništvo v Ljubljani (1973-1996), kjer je predaval hidravliko in pnevmatiko. Po tej službi se je upokojil. 
Bil je pobudnik ustanovitve Slovenskega društva za fluidno tehniko in njegov prvi predsednik. Zasnoval je revijo za fluidno tehniko, avtomatizacijo in mehatroniko, Ventil, pri kateri je pomočnik glavnega urednika. 
Od leta 1997 je član tehnične sekcije Terminološke komisije Inštituta za slovenski jezik Frana Ramovša ZRC SAZU.

### Šolanje
Srednjo triletno tehnično šolo strojne stroke je končal na Aškerčevi v Ljubljani leta 1948. Študiral je strojništvo v Beogradu in Ljubljani, kjer je leta 1959 postal diplomant znanosti v strojništvu. Podiplomski študij je nadaljeval v ZDA leta 1963. Leta 1971 pa je v Zagrebu postal tudi magister strojništva.

### Zasebno
Rodil se je Frideriku in Antoniji Stušek. Bil je poročen s Cecilio Abram, s katero je imel dva otroka, Andreja in Natašo.

## Dosežki
- Diploma z naslovom Aksialna batna črpalka, za njo je prejel študentsko Prešernovo nagrado.
- Vojaški strokovni izpit s področja hidravlike.
- Magistrsko delo na temo Elektro-hidravličnega servoventila.
- Certifikat o doživljenjskem članstvu v ASME (Ameriško združenje strojne industrije).
- Sodelovanje pri izdelavi elektro-hidravličnega sistema za horizontalno in vertikalno krmiljenje podmornice.

### Kemijski slovar
Slovar obsega okoli 7.500 gesel in zajema besedje s področja kemije, kemijske tehnologije in procesne tehnike. Ob vsakem geslu je tudi osnovna informacija (razlaga) o njem. Omeniti velja tudi angleške in nemške ustreznike ob vsakem geslu, ki omogočajo uporabnikom angleške oz. nemške strokovne literature poiskati ustrezen slovenski izraz. Zaenkrat je na voljo samo v spletni izdaji.

### Slovenski tehniški slovar
Prvi zvezek Slovenskega tehniškega slovarja (črki A in B) obsega okoli 4100 eno- in večbesednih iztočnic iz več kot 40 tehniških strok. Nastajajoči slovar zajema naslednje stroke: agrotehnika, elektrotehnika, fizika, matematika, astronomija, geodezija, gozdarstvo, gradbeništvo, arhitektura, grafična tehnika, tiskarstvo, kemija, kemijska tehnologija, lesarstvo, letalstvo, metalurgija, rudarstvo, geologija, papirništvo, promet, strojništvo, tekstilstvo. Med iztočnice so uvrščene tudi pomembnejše kratice, okrajšave, simboli in znaki ter imena osebnosti, po katerih se imenujejo naprave, postopki, zakoni, teorije.